# Naomi Nhiwatiwa
Naomi Pasiharigutwi Nhiwatiwa (15 tháng 4 năm 1941 – 12 tháng 4 năm 2012) là một nhà hoạt động độc lập của Zimbabwe và là bộ trưởng nội các. Trong những năm 1990, bà làm việc trong một thời gian dài với tư cách là giám đốc của Tổ chức Y tế Thế giới tại Brazzaville, Congo.

## Tiểu sử
Sinh ra tại Umtali (đổi tên thành Mutare năm 1982), bà học tập tại Hoa Kỳ tại Đại học New York ở Buffalo, lấy bằng tiến sĩ về truyền thông liên văn hóa và ngoại giao vào năm 1979. Vào cuối những năm 1970, bà tham gia ZANU–PF đầu tiên trong Cuộc họp Liên đoàn Phụ nữ tại Shai Shai ở Mozambique. Bà đã trở thành người phát ngôn cho đảng, với mong muốn thúc đẩy sự giải phóng của phụ nữ. Sau khi Zimbabwe giành độc lập vào năm 1980, Nhiwatiwa là một trong năm phụ nữ trở thành thành viên của quốc hội thuộc đảng cầm quyền ZANU–PF. Cùng với Phó Chủ tịch Joice Mujuru và Victoria Chitepo, là Thứ trưởng Bộ Bưu chính Viễn thông, bà là một trong số ít các Bộ trưởng nội các của Zimbabwe.
Năm 1988, bà rời chính phủ Zimbabwe để trở thành quan chức cao cấp của UNICEF ở Nairobi, Kenya. Bà chuyển đến Brazzaville vào năm 1993 với tư cách là giám đốc chịu trách nhiệm về quan hệ đối ngoại của Tổ chức Y tế Thế giới cho khu vực Châu Phi. Năm 1998, bà trở thành cố vấn cấp cao của Liên Hợp Quốc ở New York.